# Епурень
Епурень (рум. Iepureni) — село в Кантемирском районе Молдавии. Наряду с селом Кания входит в состав коммуны Кания.

## География
Село расположено на высоте 24 метров над уровнем моря.

## Население
По данным переписи населения 2004 года, в селе Епурень проживает 897 человек (463 мужчины, 434 женщины).
Этнический состав села:
| Национальность | Число жителей | Процентный состав |
| -------------- | ------------- | ----------------- |
| молдаване      | 882           | 98.33             |
| русские        | 5             | 0.56              |
| болгары        | 5             | 0.56              |
| украинцы       | 4             | 0.45              |
| гагаузы        | 1             | 0.11              |
| Всего          | 897           | 100%              |